# 島惟精
島 惟精（しま いせい）1834年5月9日（天保5年4月1日） - 1886年（明治19年）5月11日）は、幕末の府内藩士、明治期の内務官僚、政治家。初代岩手県令、元老院議官。通称は唯蔵。

## 経歴
豊後国大分郡千歳（現大分市）において延岡藩代官・阿南胖助の二男として生まれ、府内藩医・安東芳庵の養子となり、のち島姓を名乗った。佐藤龍之進に漢学を学び、広瀬淡窓、塩谷宕陰の塾に入る。さらに昌平黌で学ぶ。京都で志士と交わるなどして帰郷し、藩校遊焉館（大分市立荷揚町小学校の前身）の儒官となる。勤王論者として活動したため、幕府に捕えられ入獄した。その後、脱獄して藩政顧問となり、府内藩の藩論を勤皇に統一することに貢献した。
維新後、新政府に出仕し、明治2年（1869年）弁官御雇となる。 若松県判事、同大参事を経て、明治3年（1870年）、民部権少丞兼大蔵権少丞に就任。明治4年（1871年）に盛岡県参事に転じ、盛岡県令、岩手県参事、岩手県権令、岩手県令を歴任。1884年（明治17年）2月、内務省土木局長に転じ、参事院議官を経て、1885年（明治18年）7月、茨城県令に就任。1886年（明治19年）5月8日、元老院議官に発令されたが、同月11日に死去した。墓所は青山霊園。家督は養子の島文次郎が継いだ。